# 雷达信号特征
雷達信號特性（Radar signal characteristics）是雷达系统，利用从目标反射回来的雷达频率电磁信号获取目标的信息，在一个典型的雷达信号系统中，信号的发射和接收会呈现许多以下特征。

### 载波（Carrier）
雷达信号（Radar signal）的载波是射频信号，通常是毫米波，通常（并不是所有）毫米波都是经过調變的，这样系统才能获取所需要的信号。在最简单的测距雷达中，载体通常都是经过脉冲调制，脈衝調變有兩種含義。一是指脈衝本身的參數（幅度、寬度、相位）隨信號發生變化的過程。脈衝幅度隨信號變化，稱為脈衝振幅調變；脈衝相位隨信號變化，稱為脈衝相位調變；同理還有脈衝寬度調變、雙脈衝間隔調變、脈衝編碼調變。在连续波系统中，比如多普勒雷达，就不需要经过调制。大部分的系统都是脉冲调制的，有的可能辅以其他的调制信号。脉冲调制系统中，载波通常都通过开关来进行同步，调制波通常不存在於发送的信号之中，脉冲波形包络通常从雷达接收器的解调载波中提取出来。

### 脉冲带宽（Pulse width）
被发送信号的脉冲带宽（脉冲时间）指的是，每一段脉冲持续的时间，通常在毫米级。如果脉冲不是一个理想的方波，那么时间通常从脉冲下降緣（rising edge））和下降緣（falling edge）的50%能量级处开始计算。脉冲带宽必须足够长，这样才能够有足够的能量使反射波能够被接收器探测到。能量能够被传递到目标距离取决于两个要素：发送器的峰值输出功率和发送的时长。因此，带宽限制一个目标能够被探测的最大距离。
距离的分辨率，也就是雷达能够把两个目标区分开来的最小距离，也收到脉冲带宽的限制。在任何距离范围内，在相同的方位角和仰角的情况下，同一个雷达所发射的非调制脉冲，距离的分辨率约等于脉冲时间中，光所走的距离的一半。
脉冲带宽同时也决定了雷达盲区。当雷达发送器处于啟動状态，接收器的输入是空白的，这样避免放大器被飽和(過載)甚至毁坏。一个简单的计算就能够得出，大约经过10.8微秒，雷达就能够收到1英里以外目标的反射波。为了方便，人们通常会记住，从雷达发射波开始到接受到目标的反射，1海里以外的物体，大约需要12.4微秒；1千米以外的物体，大约需要6.7微秒。如果雷达脉冲带宽是1微秒，150米以外的物体都无法被探测到，因为接收器处于空白状态。
这都说明，设计者不能够简单的靠增加脉冲带宽来获取更大的探测距离而不改变其他的属性。许多其他的因素都要被考虑进来，为了获取更好的性能，不得不做出很多的折衷。

### 脉冲重复频率（Pulse Repetition Frequency PRF）
为了制造出可辩别的回声，许多雷达系统都连续地发出脉冲。每当一个脉冲被发送出去，从目标获取的回声会被经过信号处理之后显示出来或者被信号处理器所集成，用以增强返回值来做出探测。脉冲重复频率越高，就有更多的目标被显示出来。然而，更高的脉冲重复频率意味着雷达探测视距更短。雷达的设计者会在满足其他条件下，尽量使用较高的脉冲重复频率。
有两个方面是雷达的设计者不得不仔细考虑的，一是雷达天线的射束宽度，二是雷达扫射视野范围所需要的时间。一个射束宽度为1度的雷达以1080Hz的频率扫射360度的视野范围，每2秒钟将会有6次脉冲覆盖每个弧度。如果接收器需要12次相同强度的反射脉冲才能够确定一次探测，那么雷达的设计者有三种方法解决這个问题，要么脉冲重复频率提高一倍，要么将扫射速度减半，要么将射束宽度增加一倍。实际上，这三种方法都有被用到，雷达的设计就是在不同的冲突中寻找一个平衡和折衷。

### 重频参差（Staggered PRF）
重复频率参差（參差變化之脈波覆送律）是一个信号发送过程，这样的一个过程中，雷达每一次的询问时间都有细微的，模式化的，已可辩别的重复变化。重复频率的变化使得雷达可以让自己的脉冲，跟其他拥有相同脉冲重复频率且频谱相近的雷达所发送的脉冲区分开来。考虑到雷达脉冲之间的时间间隔是相同的，目标的反射基本上在相同的时间内保持相对稳定的距离。在频谱已经非常拥挤的今天，雷达的接收器可能会探测到很多其他的脉冲，或者来自雷达的发射器，或者来自其他地方的反射。雷达跟目标之间的距离取决于上一个由发射器发射出的脉冲传播的时间，而干扰脉冲则可能随时随地都出现。当干扰雷达的频脉冲重复频率跟主雷达的脉冲重复频率非常接近时，这些距离的变化就会非常的慢，很容易被误以为是真的目标。通过将频率错开，雷达的设计者可以迫使干扰雷达的信号发生跳变，进而用来区分主雷达发射出来的電波反射。
如果没有重频参差，来自同样频段的任何其他雷达发射的電波都会看成稳定的信号，然后被误认为是来自主雷达发射出来的反射波。有了重频参差，只有雷达探测的目标的反射波，才会显得稳定，同时干扰源的信号则看起来非常的不连续，然后就被接收器所丢弃。重频参差是仅有的几个相似技术之一，其中还包括干擾脈衝重複頻率（Jittered PRF，脉冲时间是变化且不规则的），脉冲频率调制（pulse-frequency modulation PFM），以及其他几个类似为了降低无意识的信号同步的策略。这些技术都被广泛的应用在潜艇安全和雷达导航之中。

### 杂波（Clutter）

Multipath propagation diagram en

杂波是来自雷达不感兴趣目标对无线电波的反射。这样的目标包括很多自然界的物体，比如大地，海洋，降水（比如，雨，雪，冰雹），沙尘暴，动物（尤其是鸟），气流，跟其它大气现象，比如电离层的反射，流星餘跡通信，三体散射（three-body scattering）。杂波也可能来自人造物体，比如建筑物，或者干扰箔。有些杂波是雷达发射器和天线之间的长波导引起的。

### 靈敏度時間增益控制（Sensitivity time control STC）
靈敏度時間增益控制用來拓展接收機動態範圍，防止近程雜波干擾使得接收機飽和(過載)，有時也叫近程增益控制或時間增益控制，是為保證接收機靈敏度，設計電路對信號進行的増益控制，從而保證小目標的獲取。它的基本原理是每次發射脈衝後，產生一個隨時間趨近於零的控制電壓，在射頻、中頻或在接收機前端的饋線中通過數控衰減器對接收機通道增益，該控制電壓大小隨時間或目標距離進行變化，近距離增益小，遠距離増益大。在雷達中STC往往用數控衰減器來完成，一是控制靈活，可根據雜波環境來確定，二是可設置在射頻、中頻，使得接收機的動態範圍大大提高，設置在射頻比設置在中頻更容易使接收機動態有較大拓展，但在保證STC的平坦度上會更難。另外設置地方的不同將帶來的影響不同，需要根據對總動態範圍的要求和接收機可能達到的線性動態範圍綜合加以考慮。

## 備註
1. ↑  「Staggered PRF」譯為「重複頻頻交錯」，出處參考《复杂体制雷达重频模式识别方法》：2 典型雷达重频模式…（1）重频固定（FXPRI）…（2）重频-参差（STPRI）…（3）重频抖动（JIPRI）…
2. ↑  三體散射現象，簡稱「TBSS」，是指由於雷達能量在強反射率因子區向前散射而形成的異常回波，圖上常常呈現類似細長的釘子狀從強回波區沿徑向伸展。它的徑向速度很小，譜寬很大。 TBSS是探測大冰雹的指示性指標認同。它在探測降雹的指示性作用上已得到廣泛應用。

## 資料來源
1. ↑  . www.radartutorial.asia.   [2021-08-19]. （原始内容存档于2021-08-19） （中文（简体））.
2. ↑  . terms.naer.edu.tw.   [2021-08-18]. （原始内容存档于2021-08-18）.
3. ↑   (PDF).   [2021-08-19]. （原始内容 (PDF)存档于2021-08-19）.
4. ↑  Minhua, Zhu; Xiaoding, Yu; Feng, Xia; Honggen, Zhou; Meng, Wang. . html.rhhz.net. 2006-04-25  [2021-08-19]. （原始内容存档于2021-08-19） （cn）.
5. ↑  . terms.naer.edu.tw.   [2021-08-18].